# 富麗華酒店
富麗華酒店（英語：Furama Hotel），是一間香港已拆卸的酒店，於2001年11月30日結業，2005年重建成甲級商業大廈（友邦金融中心）。酒店位處於香港中環干諾道中1號，於1973年8月18日正式開幕，曾經是一間顯赫一時的酒店。值得一提的是，酒店30樓設有旋轉餐廳。

## 歷史
酒店由一代澳門賭王傅老榕家族，在1952及1954年先後將兩幅土地合併而成，地價僅1200萬元。在興建酒店期間，政府擔心打樁工程會影響香港通訊服務，最後傅家找來金門建築利用手挖沉箱技術，令工程順利進行，酒店在1973年8月18日開幕。
1998年，麗新集團從傅老榕家族以69億購入富麗華酒店的控股權。2000年，麗新再將65%股權售予新加坡上市公司百騰置地（後來合併為現時的凱德集團），並且宣佈決定於2001年11月30日終止富麗華酒店的運作，酒店建築亦將拆卸，重建為一座甲級商業大廈。

## 結構
酒店樓高33層，提供515間客房。

## 參看
- 麗嘉酒店